# Westmauer

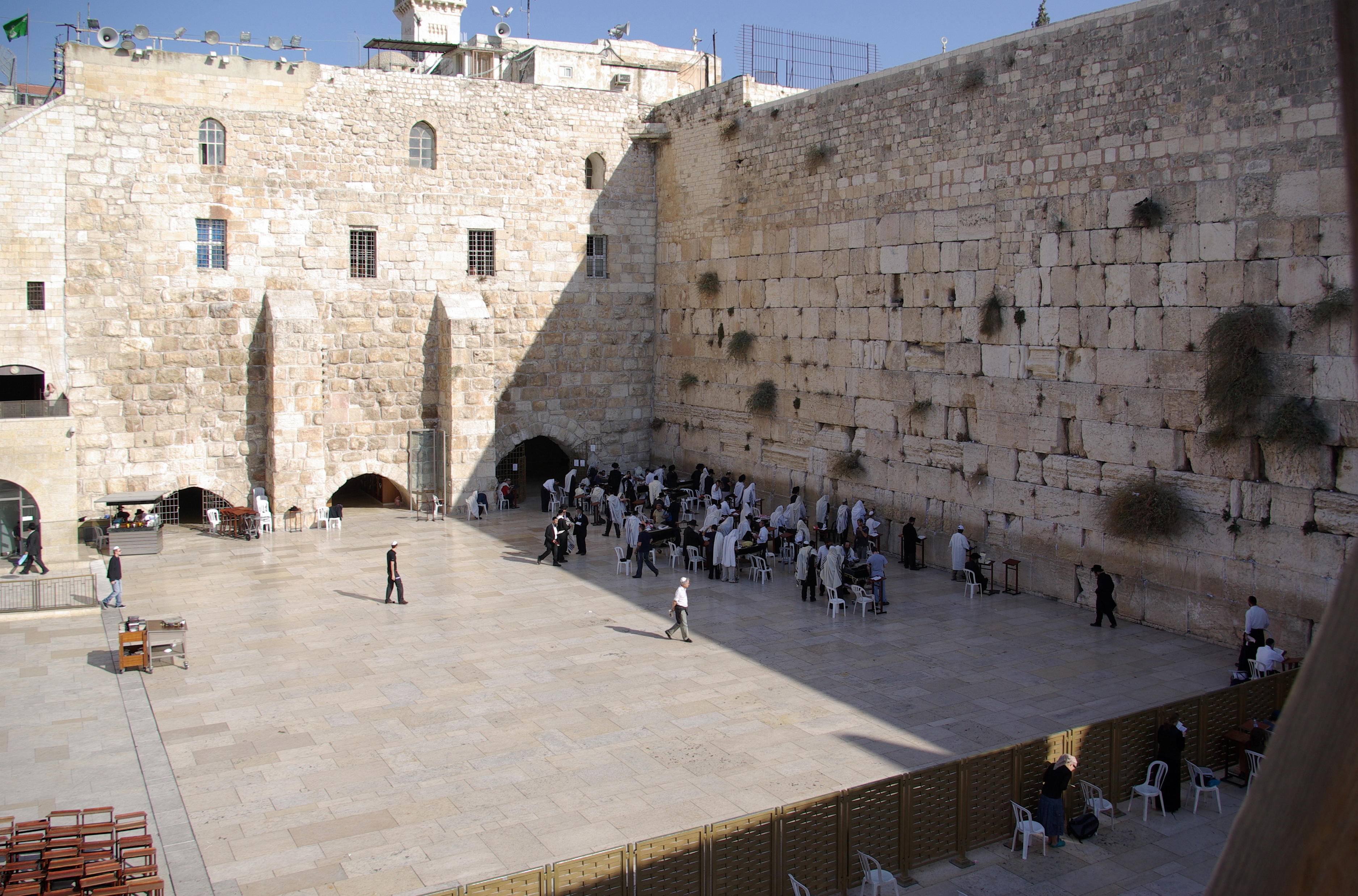
Die Westmauer vom Zugang zum Tempelberg aus gesehen, im Vordergrund die Blende zwischen den Bereichen für Frauen (vorn) und Männer. Der Raum unter dem rechten Bogen wird als Synagoge genutzt, im linken Bogen befindet sich der Eingang zum Westmauer-Tunnel.

Die Westmauer (hebräisch הַכֹּתֶל הַמַּעֲרָבִי ha-Kotel ha-Maʿaravī, umgangssprachlich nur Kotel genannt, hebräisch כותל ‚Mauer‘, so auch in Plene-Schreibung) oder Klagemauer im Jüdischen Viertel der Altstadt von Jerusalem ist eine religiöse Stätte des Judentums. Viele der mächtigen Steinblöcke, aus denen die Mauer erbaut ist, bestehen aus dem Jerusalemer Meleke-Kalkstein, der einst am nördlichen Stadtrand gewonnen wurde.

## Geschichte
Die Westmauer stellt einen Teil der westlichen Umfassungsmauer des Plateaus des Herodianischen Tempels dar. Ungefähr ein Drittel der Mauer wurde abgetragen und etwa ein Drittel befindet sich unter der Erdoberfläche. Herodes konnte die von ihm begonnene Erweiterung des Tempelareals zu seinen Lebzeiten nicht abschließen, vielmehr wurden die Arbeiten erst kurz vor dem Ausbruch des Jüdischen Krieges beendet. Das bestätigen auch Münzfunde, die unter dem südlichen Teil der Mauer gemacht wurden. Die Westmauer wurde unter Herodes Agrippa II. vollendet, was sich mit der Darstellung bei Flavius Josephus deckt. Sieben Steinlagen dieser Mauer sind heute sichtbar, darüber befindet sich jüngeres Mauerwerk.
Die Westmauer hatte, solange der Tempel bestand, keine herausgehobene religiöse Bedeutung, und sie war zunächst auch nicht der Ort, zu dem jüdische Pilger nach der Zerstörung des Heiligtums kamen. Vielmehr verehrten diese in der Spätantike einen „durchbohrten Stein“ (lapis pertusus), wobei es sich um den Felsen im Zentrum des Felsendoms handeln kann, aber auch um eine markante Ruine des Herodianischen Tempels, die nicht mehr erhalten ist.
Folgende Texte der rabbinischen Literatur zeigen, wie die Westmauer ins Zentrum der Verehrung rückte:
- Midrasch Echa Rabba (5. Jahrhundert): das westliche Tor des Tempels wird nicht zerstört werden;
- Midrasch Tanchuma (8. – 9. Jahrhundert)[5]: Die Gottesgegenwart (Schechina) wich bei der Zerstörung des Tempels nicht von der Westmauer;
- Midrasch Schir haSchirim (6. Jahrhundert): Die Westmauer wird nie zerstört werden.

In frühislamischer Zeit entstand um die Westmauer ein jüdisches Viertel. Texte aus der Kairoer Geniza bezeugen für das 11. Jahrhundert eine „Höhlen-Synagoge“ an der Westmauer. Ihre Identifikation ist unsicher.
Erst in osmanischer Zeit wurde der jüdischen Gemeinde von Seiten der muslimischen Behörden eine Gebetsstätte an der Westmauer offiziell zugestanden; unter Süleyman I. wurde ein Stück Mauer zu diesem Zweck freigelegt und gereinigt. Aus dieser Zeit stammt auch der Begriff „Klagemauer“ (arabisch حَائِط ٱلْبُرَاق, DMG Ḥā'iṭ al-Burāq, englisch Wailing Wall, französisch mur des Lamentations).

1867
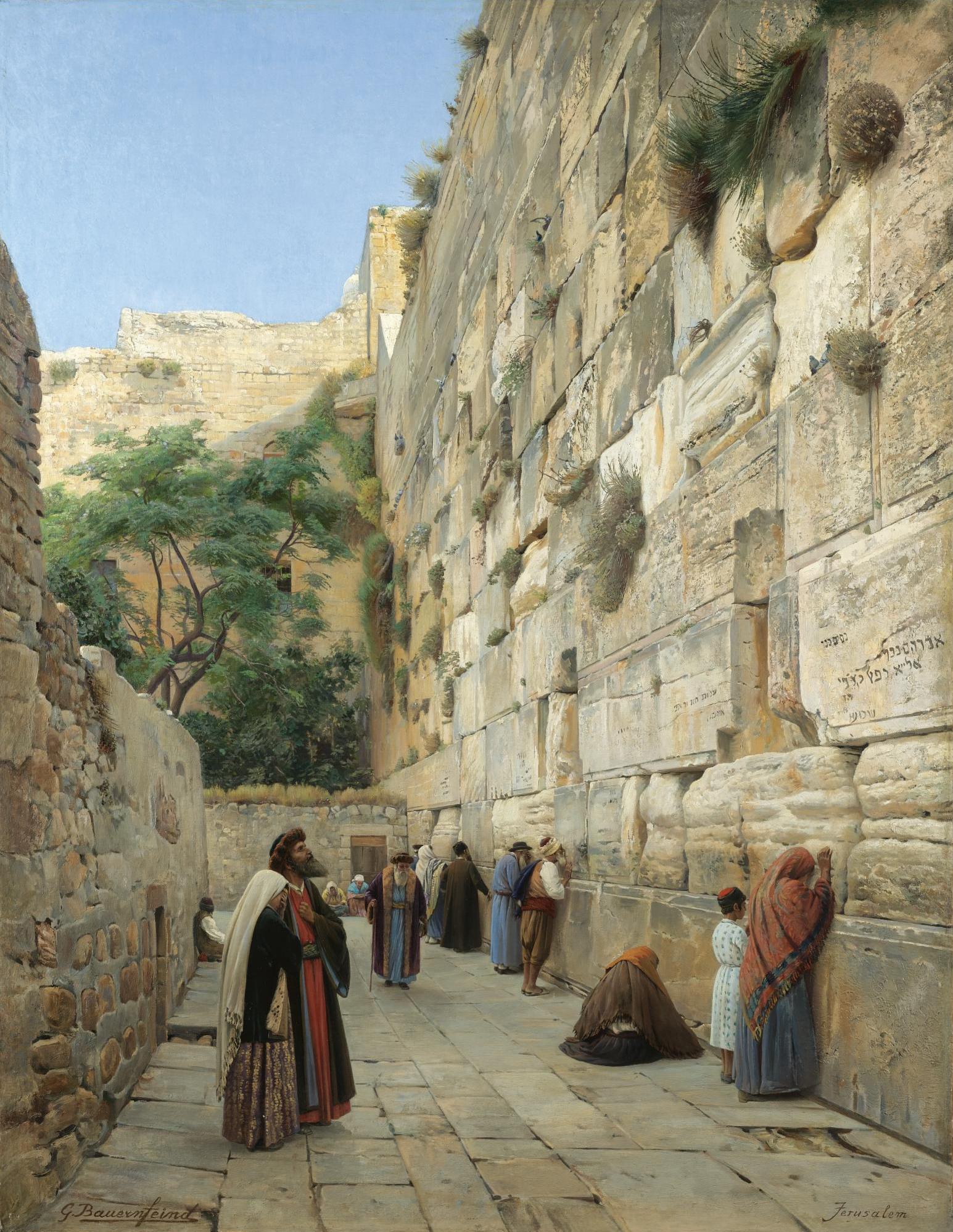
1886
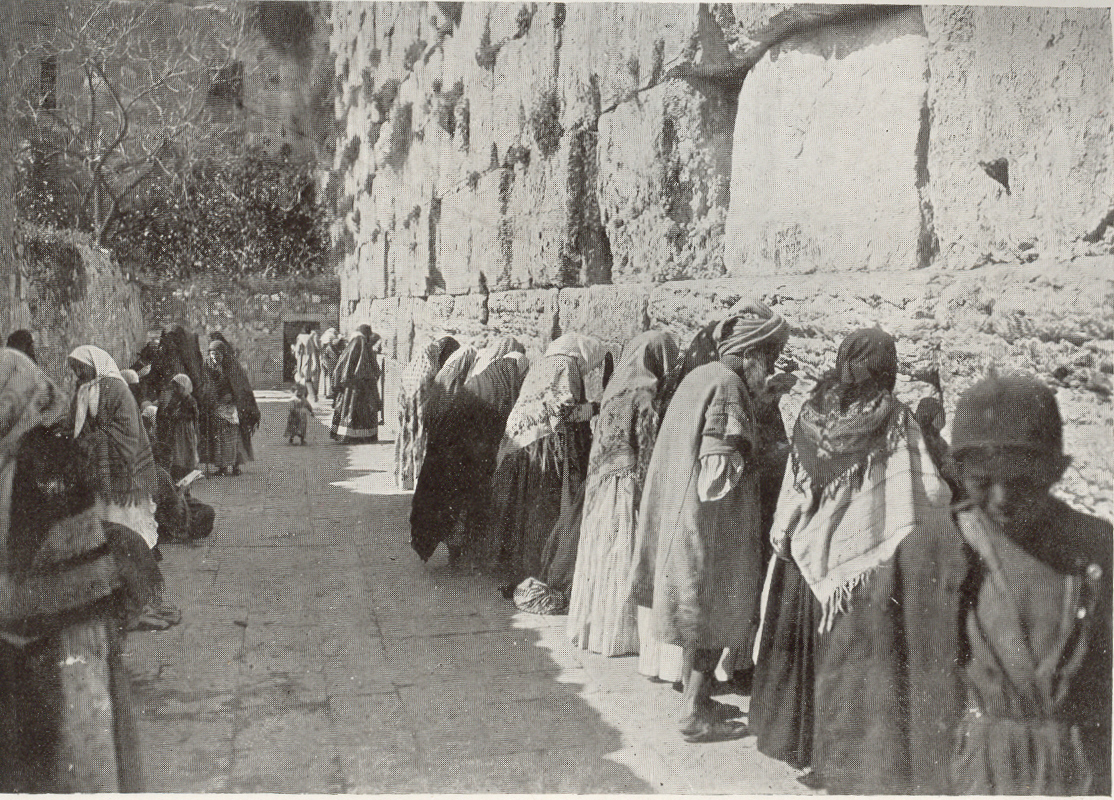
Um 1910
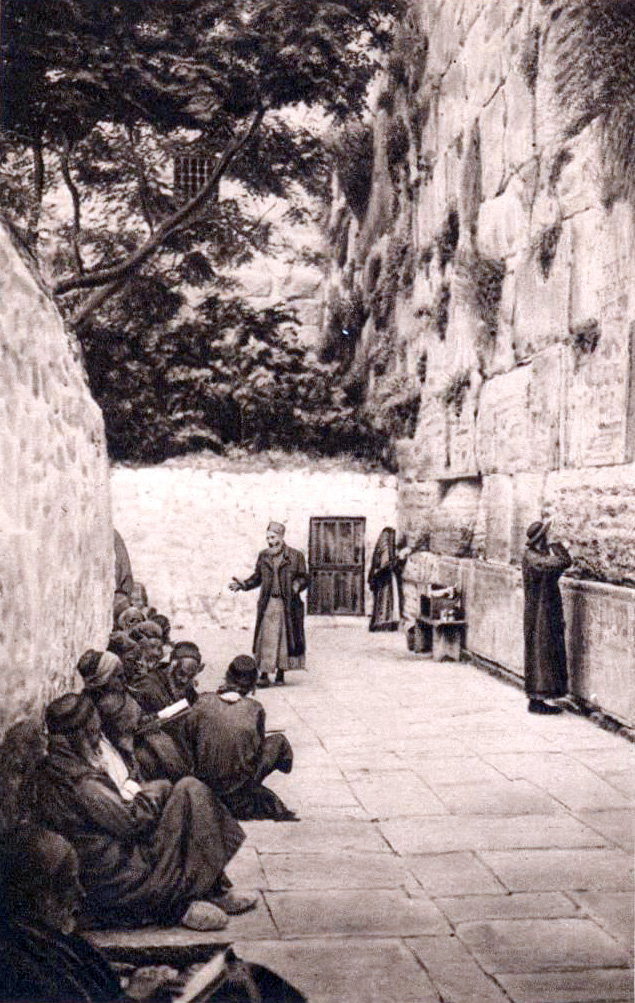
1920er Jahre
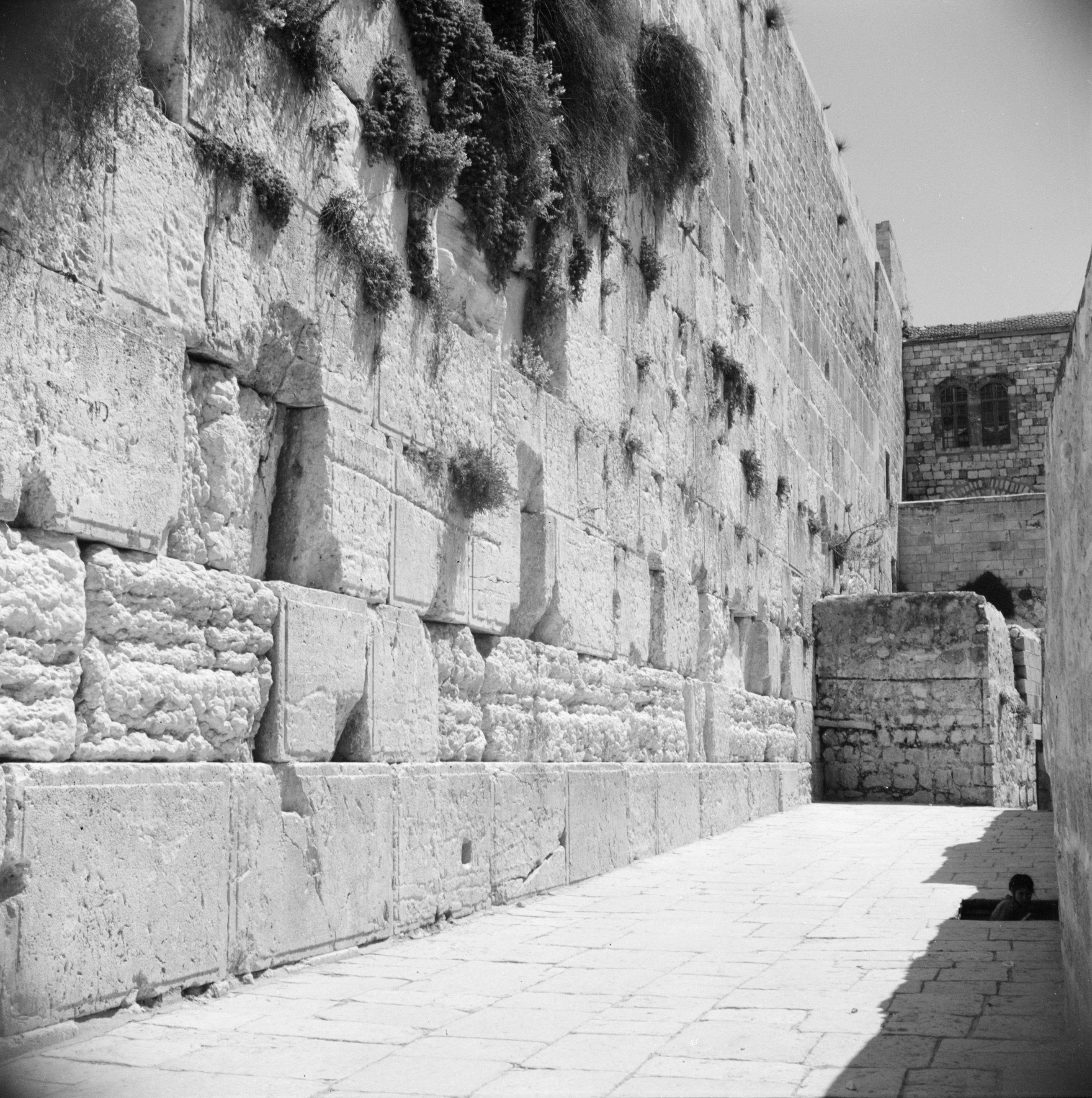
1950
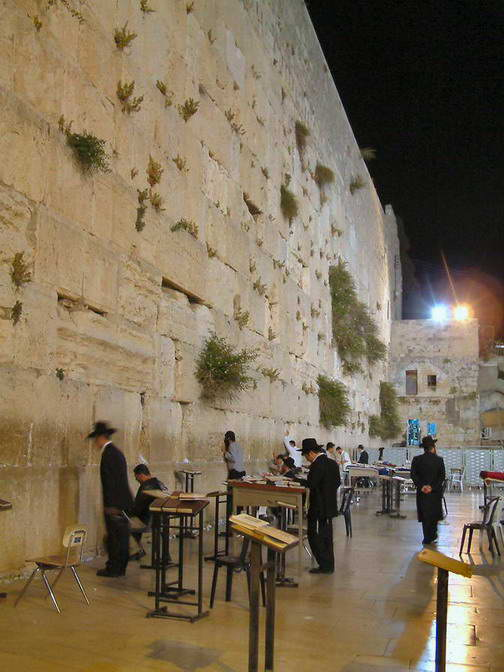
2004

1850 versuchte Hakham Abdallah (Hakham = Rabbiner) aus Bombay erfolglos die Mauer für die Juden zu kaufen. Auch die Bemühungen von Moses Montefiore und 1887 von Edmond de Rothschild trugen keine Früchte, Rothschild stieß gar auf den Widerstand der Rabbiner. Hingegen hegte Theodor Herzl keine Ambitionen hinsichtlich der Mauer. In der britischen Mandatszeit ab 1917 kam es, wie im ganzen Land, wiederholt zu Überfällen auf Juden durch arabische Bewohner; der Gebetsort – eine etwa 3 Meter breite und 30 Meter lange Sackgasse im Maghrebinerviertel – wurde mehrmals entweiht.
Vom Israelischen Unabhängigkeitskrieg (Palästinakrieg) 1948–1949 bis zur israelischen Einnahme der Altstadt im Zuge des Sechstagekrieges 1967 wurde das Gebiet von Jordanien kontrolliert. Den Juden wurde der Zutritt zum Kotel entgegen dem Waffenstillstandsabkommen verwehrt. Nach dem Krieg wurden der Teil der Westmauer, der heute sichtbar ist (57 Meter), und ein großer Platz (Western Wall Plaza) davor freigelegt. Dazu wurde das Maghrebinerviertel mit 135 Häusern, das fast unmittelbar an die Mauer gebaut war, auf Anweisung des Generals Uzi Narkiss und des Jerusalemer Bürgermeisters Teddy Kollek abgerissen und die Bewohner vertrieben. Offiziell ist seit 1967 die Zeit der Klage vorbei, weshalb die Mauer seitdem „Westmauer“ genannt wird.

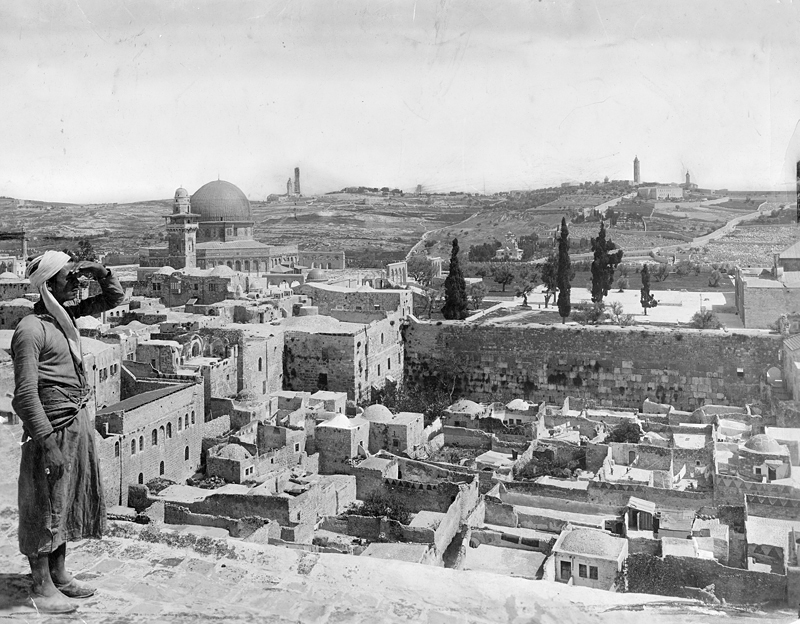
Maghrebinerviertel (1917)
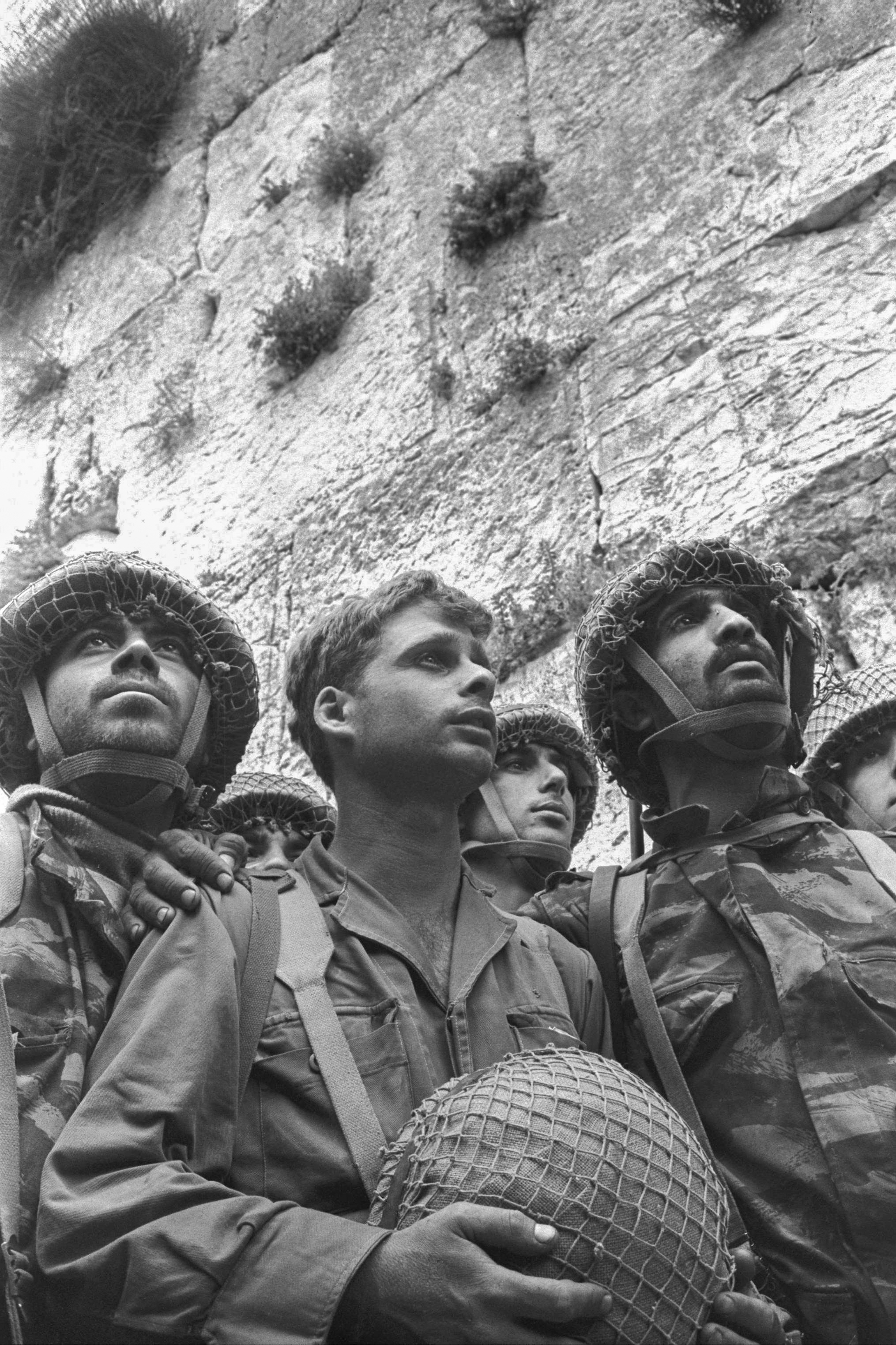
7. Juni 1967
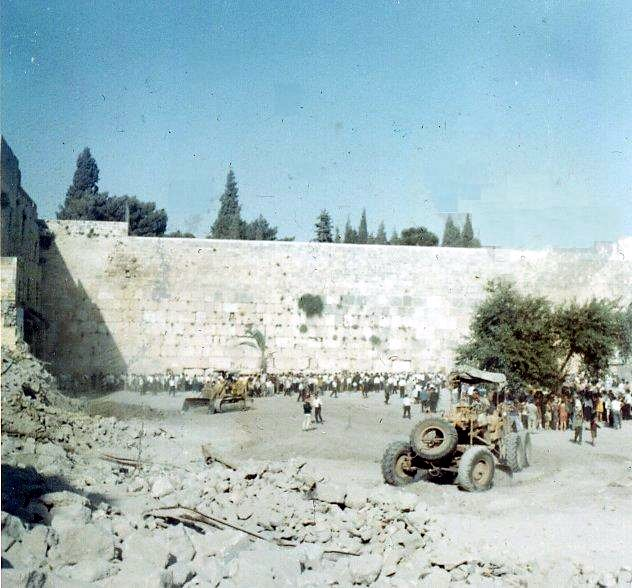
Abriss des Maghrebinerviertels (1967)
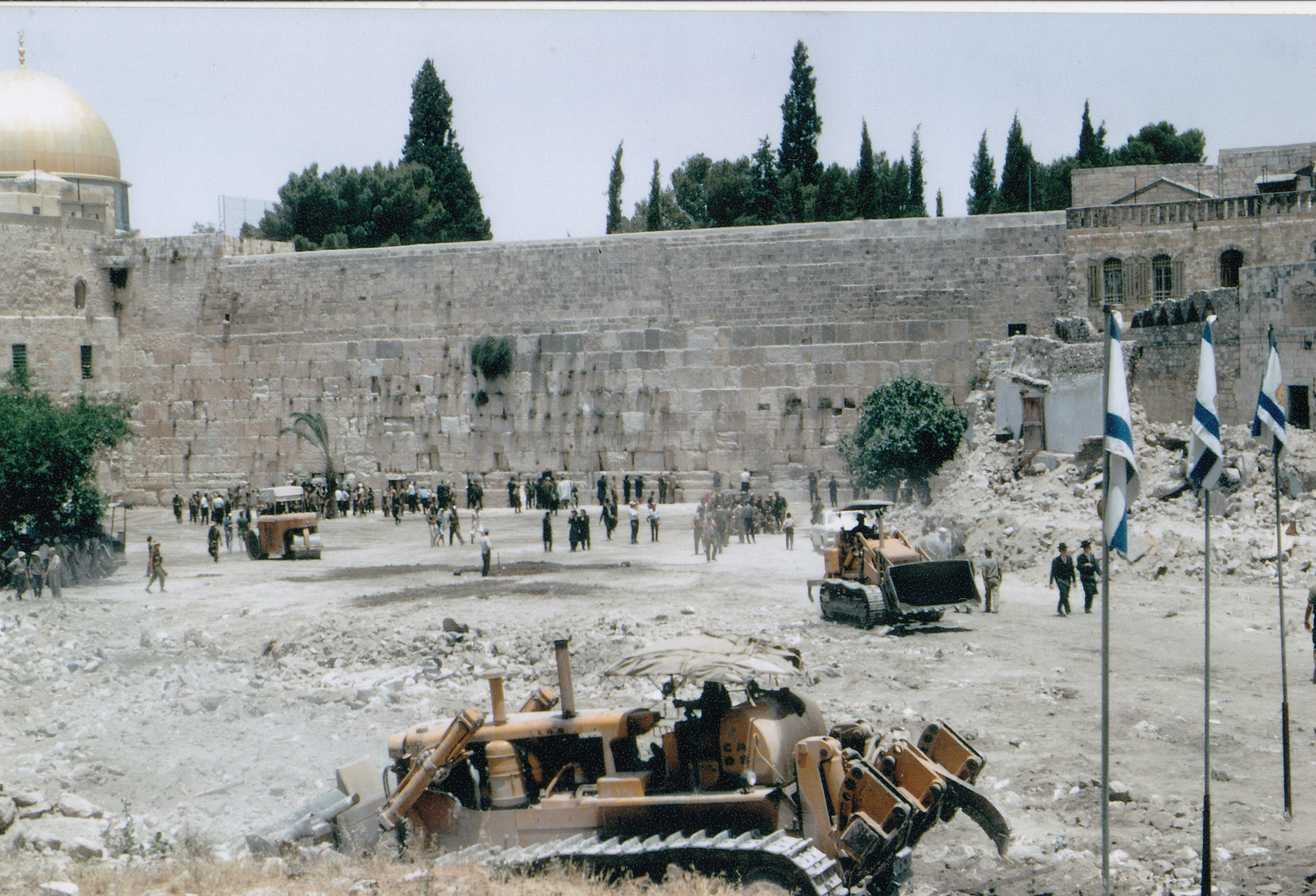
Freigelegte Westmauer-Plaza (1967)
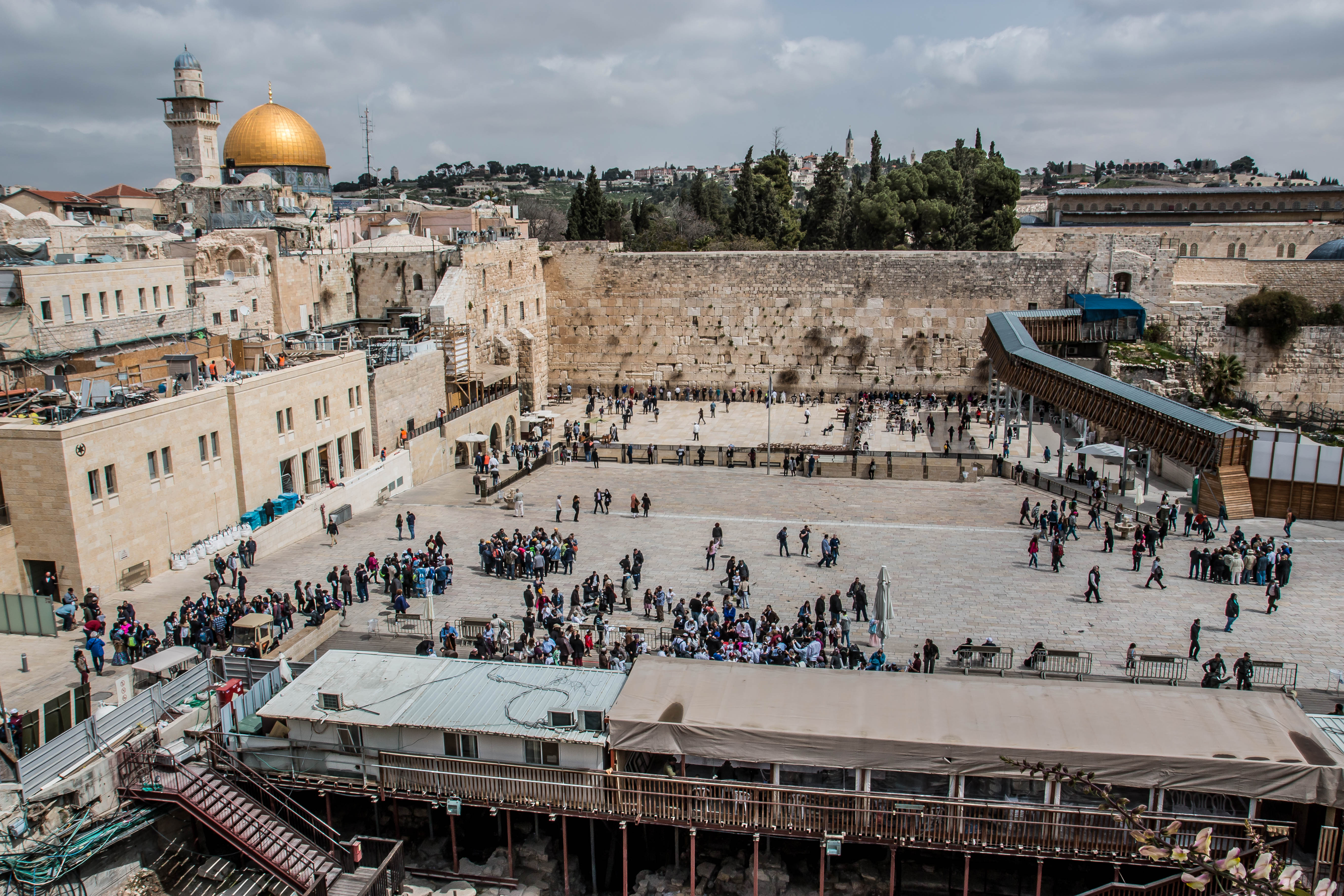
Plaza 2017

## Zugang

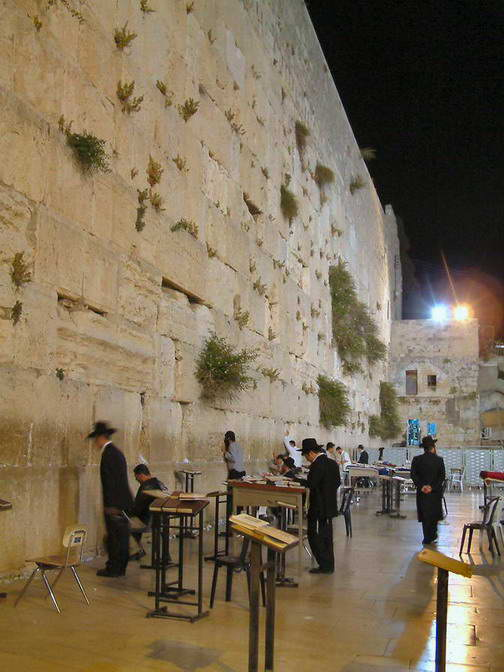
Betende an der Westmauer

Der Platz vor der Westmauer ist täglich rund um die Uhr geöffnet. Der Zugang ist kostenlos und über drei Eingänge möglich:
- über das Misttor, zu dem auch Busse verkehren
- über die El-Wad-Straße (Verlängerung der Via Dolorosa)
- über die Kettenstraße zwischen Jüdischem Viertel und Muslimischem Viertel

Um auf den Platz zu gelangen, sind Sicherheitskontrollen zu passieren, die mit Metalldetektoren erfolgen. Männer sollen beim Betreten des abgetrennten Bereiches unmittelbar an der Mauer eine Kopfbedeckung, jedoch nicht zwingend eine Kippa tragen. Von allen Besuchern wird eine angemessene Kleidung erwartet. An der Rampe vor dem Zugang für den männlichen Bereich werden kostenlos Kippot aus weißem Stoff verteilt. Sie werden von der staatlichen Western Wall Heritage Foundation angefertigt.
Die Gebetsbereiche sind nach Geschlechtern getrennt: für Männer links und Frauen rechts. Im Sommer 2013 wurde rechts neben der Marokkanerbrücke eine Plattform für gemeinsames Gebet eingerichtet. Über diese Brücke betreten Nicht-Muslime zu den erlaubten Zeiten durch das Marokkanertor den Tempelberg. Liberale und konservative Juden fordern einen gemeinsamen Zugang für Männer und Frauen und dahinter einen gemischten Bereich – und für orthodoxe Juden getrennte Bereiche. Nachdem der Streit darüber beendet ist, erfolgen die Bauarbeiten dazu im Jahr 2018.
Die Westmauer ist heute einer der meistbesuchten Orte in Jerusalem. Der Platz dient als Veranstaltungsort für religiöse oder militärische Zeremonien.

## Religiöse Bedeutung

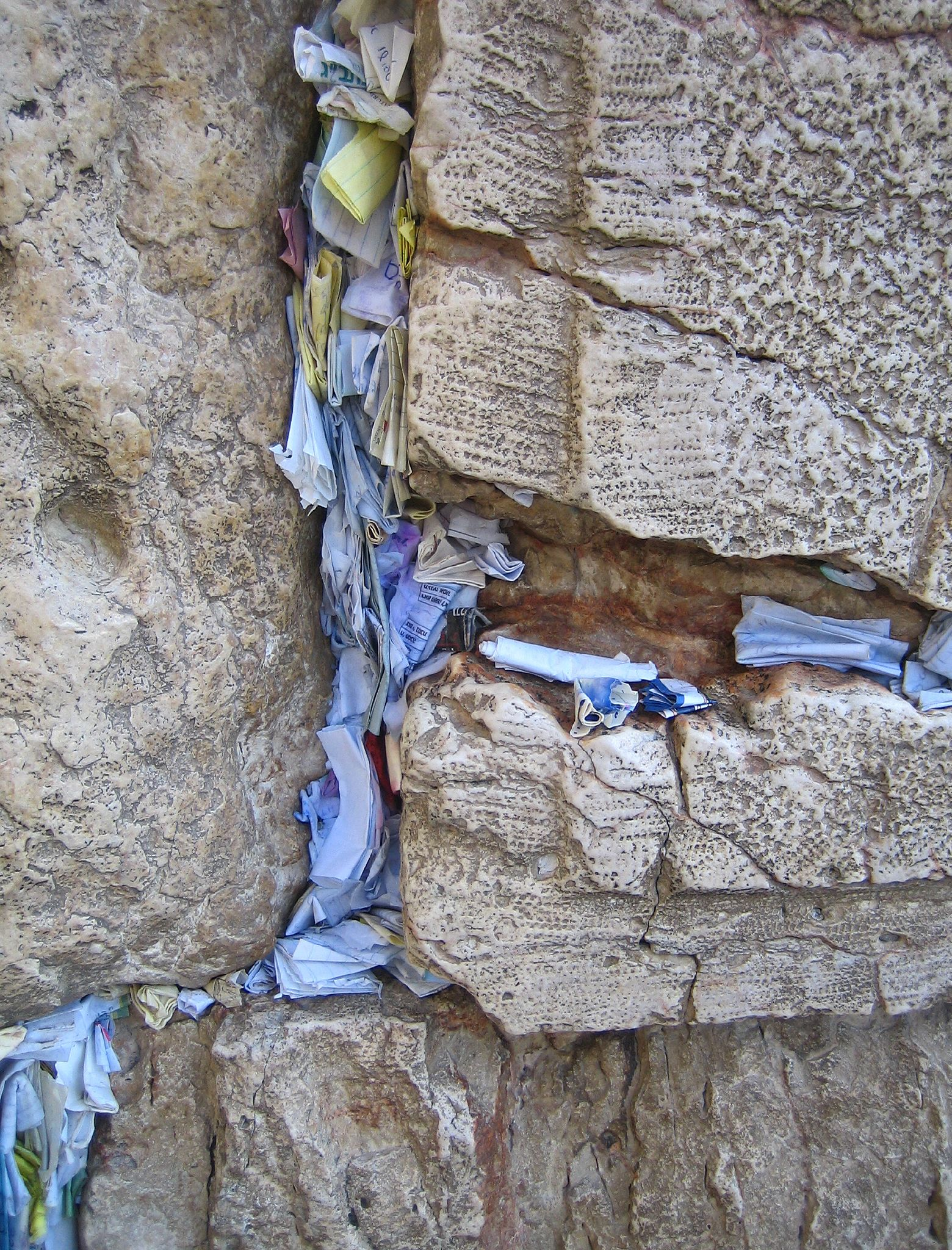
Gebetszettel in der Westmauer

Die seit dem späten 19. Jh. Klagemauer genannte Mauer wird von Juden Westmauer, oder einfach nur Kotel (Mauer), genannt, da sie die Westmauer der Tempelanlage war und nicht primär ein Ort der Klage ist. Sie ist 48 Meter lang und 18 Meter hoch. Täglich besuchen viele Menschen die Westmauer, um zu beten. Viele stecken auch aufgeschriebene Gebete, Wünsche und Danksagungen in die Ritzen und Spalten der Mauer. Sie stellt für viele Juden ein Symbol für den ewigen, bestehenden Bund Gottes mit seinem Volk dar. Diese Tradition der Gebetszettel geht wohl bis ins frühe 18. Jahrhundert zurück.
Da der Platz in den Ritzen nur begrenzt ist, fallen viele Zettel mit der Zeit herunter. Sie werden aufgesammelt. Vor Pessach im Frühjahr und vor Rosch ha-Schana im Herbst werden die Zettel aus den Ritzen entfernt und zusammen mit den aufgesammelten ungelesen auf dem jüdischen Friedhof auf dem Ölberg begraben.
Der Zugang ist für Nichtjuden problemlos möglich. Fotografieren innerhalb des abgesteckten Bereiches unmittelbar vor der Mauer ist außer an hohen jüdischen Feiertagen und am Sabbat im Allgemeinen erlaubt. Dabei sind die örtlichen Hinweise zu beachten (vergleiche dazu Mechiza).